# Kirchenkreis Torgau-Delitzsch
Der Evangelische Kirchenkreis Torgau-Delitzsch ist einer von 37 Kirchenkreisen der Evangelischen Kirche in Mitteldeutschland. Er entstand im Jahr 2000 durch die Vereinigung der Kirchenkreise Eilenburg und Torgau (damals noch in der Evangelischen Kirche der Kirchenprovinz Sachsen). Der Kirchenkreis umfasst mit seinen 120 Pfarrbereichen den größten Teil des Landkreises Nordsachsen ohne die Regionen Oschatz und Taucha sowie die Kirchengemeinde Tornau im Landkreis Wittenberg im Land Sachsen-Anhalt. Die übergeordnete kirchliche Verwaltungsebene ist der Bischofssprengel Magdeburg, zuvor bis zu dessen Auflösung 2022 der Propstsprengel Halle-Wittenberg.

## Kirchen
→ Hauptartikel: Liste der Kirchen im Kirchenkreis Torgau-Delitzsch
Im Kirchenkreis Torgau-Delitzsch liegen 120 Kirchengebäude, davon eines in Sachsen-Anhalt (Tornau). Zahlreiche Kirchen sind Gründungen des Mittelalters. Die ältesten erhaltenen Kirchengebäude sind vermutlich jene in Behlitz und Mocherwitz (11. Jahrhundert). Die ältesten Kirchengründungen sind vermutlich die Marienkirche und die Nikolaikirche in Eilenburg mit einer mutmaßlichen Gründung noch im 10. Jahrhundert.

## Struktur
Der Kirchenkreis Torgau-Delitzsch gliedert sich in 120 Kirchengemeinden (Stand 2023), die auf 12 Pfarrbereiche aufgeteilt sind. Der Pfarrbereich mit den meisten Kirchengemeinden (16) ist Schenkenberg, die Pfarrbereiche Delitzsch und Schkeuditz umfassen jeweils nur eine Kirchengemeinde. Der Pfarrbereich Dommitzsch-Süptitz ist nochmals in die Kirchspiele Dommitzsch-Trossin und Süptitz unterteilt. Weiterhin gibt es eine Kreispfarrstelle für regionale Arbeit im Kirchenkreis Torgau-Delitzsch, die in Torgau angesiedelt ist. 2015 verfügte der Kirchenkreis über die Zahl von 30 Pfarrstellen, die wegen des Mitgliederschwundes bis 2035 auf 19 abnehmen soll.
Innerhalb der Pfarreien haben sich mancherorts die Kirchengemeinden zu Gemeindeverbänden zusammengeschlossen.
| Pfarrbereich        | Kirchengemeinden |
| ------------------- | --- |
| Bad Düben–Authausen | Authausen, Bad Düben, Durchwehna, Görschlitz, Kossa, Pressel, Schnaditz, Tiefensee, Tornau                                                                            |
| Belgern-Beilrode    | Kirchspiel Belgern: Belgern, Lausa, Neußen, Paußnitz, Schirmenitz, Staritz, Weßnig                                                                                    |
| Belgern-Beilrode    | Regionalgemeinde Beilrode: Arzberg, Beilrode, Blumberg, Döbrichau, Kreischau-Eulenau, Rosenfeld, Triestewitz, Zwethau                                                 |
| Delitzsch           | Delitzsch |
| Dommitzsch-Süptitz  | Kirchspiel Dommitzsch-Trossin: Dahlenberg, Dommitzsch, Drebligar, Elsnig, Falkenberg, Greudnitz, Roitzsch, Trossin, Wörblitz                                          |
| Dommitzsch-Süptitz  | Kirchspiel Süptitz: Döbern, Großwig, Mockritz, Neiden, Süptitz, Weidenhain                                                                                            |
| Eilenburg-Sprotta   | Battaune, Doberschütz, Eilenburg, Gruna, Laußig, Mörtitz, Paschwitz, Pristäblich, Sprotta, Strelln, Wöllnau                                                           |
| Krippehna           | Badrina, Hohenprießnitz, Krippehna, Lindenhayn, Naundorf, Niederglaucha, Rödgen, Wölkau, Zschepplin                                                                   |
| Krostitz            | Behlitz, Gostemitz, Krensitz, Krostitz, Liemehna, Mocherwitz, Pehritzsch, Priester, Weltewitz, Wöllmen, Wölpern                                                       |
| Schenkenberg        | Benndorf, Brinnis, Hohenroda, Klitschmar, Kölsa, Kyhna, Laue, Lissa, Löbnitz, Reibitz, Sausedlitz, Schenkenberg, Spröda, Wiedemar, Zaasch, Zschernitz                 |
| Schildau-Audenhain  | Audenhain, Beckwitz, Klitzschen, Kobershain, Langenreichenbach, Melpitz, Mockrehna, Probsthain, Schildau, Schöna, Sitzenroda, Staupitz, Taura, Wildenhain, Wildschütz |
| Schkeuditz          | Schkeuditz |
| Torgau              | Torgau, Welsau, Zinna |
| Zschortau           | Glesien |
| Zschortau           | Kirchspiel Zschortau: Beerendorf, Döbernitz, Kletzen, Kreuma, Selben, Wolteritz, Zschortau                                                                            |
| Zschortau           | Kirchspiel Zwochau: Freiroda, Gerbisdorf, Grebehna, Hayna, Radefeld, Zwochau                                                                                          |

## Leitung
- 2000–2013: Christian Stawenow, Pfarrer an St. Peter und Paul in Delitzsch
- seit 2013: Mathias Imbusch, zuvor Pfarrer in Zeitz und stellvertretender Superintendent des Kirchenkreises Naumburg-Zeitz

## Kreiskirchenamt

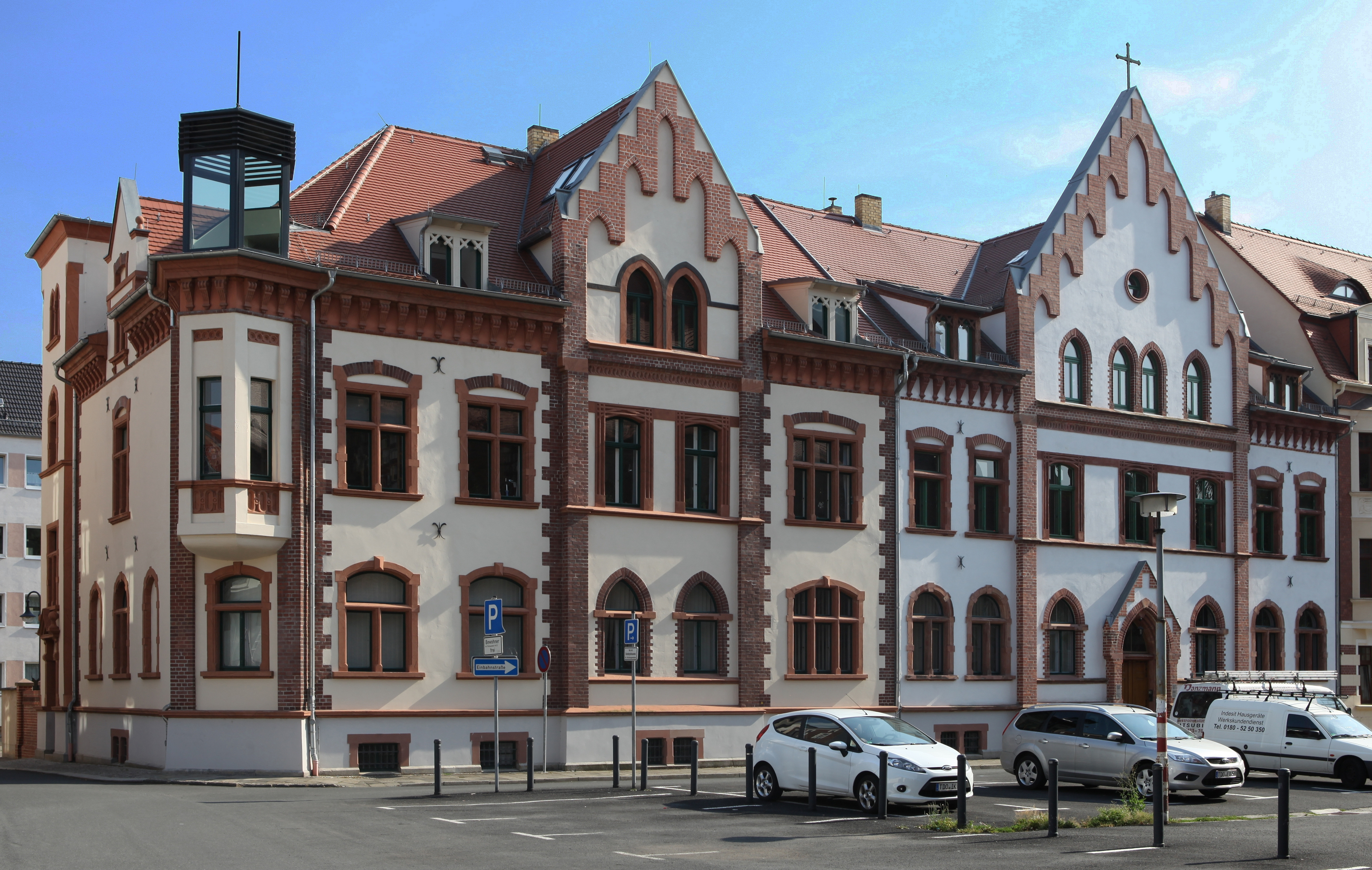
Kreiskirchenamt Eilenburg

Für die Verwaltung des Kirchenkreises ist das Kreiskirchenamt Eilenburg als eines von 17 Ämtern in der Evangelischen Kirche in Mitteldeutschland zuständig. Seine Abteilungen sind die Finanzverwaltung, die Friedhofsverwaltung, der Gemeindebeitrag, das Grundstückswesen, das kirchliche Meldewesen und die Kasse, die Kollekten, die Fahrtkostenabrechnung, die Arbeitssicherheit, Haus- und Wohnungsverwaltung, das Personalwesen sowie die für Versicherungsangelegenheiten. Außerdem gibt es einen Kirchenbaureferenten und ein regionales Gemeindesekretariat.